# Fabroniaceae
Fabroniaceae là một họ rêu trong bộ Hypnobryales.